# CT Водолея
CT Водолея (лат. CT Aquarii) — одиночная переменная звезда в созвездии Водолея на расстоянии (вычисленном из значения параллакса) приблизительно 56822 световых лет (около 17422 парсеков) от Солнца. Видимая звёздная величина звезды — от +16,2m до +14,3m.

## Характеристики
CT Водолея — жёлто-белая пульсирующая переменная звезда типа RR Лиры (RRAB) спектрального класса F. Эффективная температура — около 6956 К.